# Rampinryttaren
Rampinryttaren är en grekisk ryttarstaty och ett av den attiska konstens främsta verk från den arkaiska tiden. Den är utförd i marmor och daterad till cirka 550 före Kristus. Den finns uppställd i Akropolismuseet i Aten. Den har fått namnet av att det berömda Rampinhuvudet i Louvren i Paris visat sig tillhöra statyn.